# Sphyraena guachancho
Espèce
Statut de conservation UICN

 LC  : Préoccupation mineure
Sphyraena guachancho est une espèce de poissons marins et d'eau saumâtre de la famille des Sphyraenidae.

## Description
Sphyraena guachancho peut mesurer jusqu'à 200 cm de longueur totale mais sa taille habituelle est d'environ 70 cm. Son poids maximal enregistré est de 1,8 kg. Il se nourrit de différentes espèces de poissons (des familles des Engraulidae, Clupeidae, Lutjanidae et Synodontidae) mais également des calmars de la famille des Loliginidae.

## Répartition
Ce poisson se rencontre dans l'océan Atlantique, à la fois sur les côtes africaines entre le Sénégal et le Cap Vert (mais également plus au nord dans les îles Canaries) et jusqu'à l'Angola, et sur les côtes américaines depuis Boston (Massachusetts, États-Unis) jusqu'à Porto Alegre (Rio Grande do Sul, Brésil). Il est présent depuis la surface et jusqu'à 100 m de profondeur.

## Sphyraena guachanchoet l'Homme
Cette espèce est commercialisée soit fraiche soit salée.

## Systématique
Le nom valide complet (avec auteur) de ce taxon est Sphyraena guachancho Cuvier, 1829.
Ce taxon porte en français les noms vernaculaires ou normalisés suivants : Brochet, Brochet de Mer,, Bécune Guachanche,, Petit Barracuda.
Sphyraena guachancho a pour synonymes :
- Sphyraena dubia Bleeker, 1863
- Sphyraena guachanche Cuvier, 1829
- Sphyraena guaguancho Cuvier, 1829
- Sphyraena guentheri Haly, 1875

### Étymologie
Son épithète spécifique, guachancho, reprend le nom vernaculaire donné à ce poisson à Cuba.

### Publication originale
- G. Cuvier et A. Valenciennes, Histoire naturelle des poissons, suite du Livre troisième, 1829, « Des percoïdes à dorsale unique à sept rayons branchiaux et à dents en velours ou en cardes », F. G. Levrault, Paris.